# 多叶香茶菜
多叶香茶菜（学名：Isodon pleiophyllus），为唇形科香茶菜属下的一个植物变种。